# 神谷昌明
神谷 昌明（かみや まさあき）は、日本の英語学者。豊田工業高等専門学校名誉教授。
2024年現在愛知学院大学非常勤講師、中京大学非常勤講師。『ウィズダム英和辞典』の初版から第4版までの語源担当。世界最大級の句動詞関連研究書誌・参考文献（文献目録）を作成した。

## 略歴
岐阜市生まれ。岐阜県立岐山高等学校普通科卒業。1981年京都外国語大学外国語学部英米語学科卒業、日本電装学園 (現：デンソー工業学園 (DENSO)) 社員対象豊田工業大学受験対策（英語）非常勤講師。
1983年愛知教育大学大学院教育学研究科英語教育専攻修了、教育学修士。桜丘高等学校非常勤講師 、名古屋商科大学非常勤講師、愛知工業大学非常勤講師。1984年中部大学非常勤講師、日本福祉大学非常勤講師。1985年中部大学技術文化専門学校非常勤講師、豊田工業高等専門学校非常勤講師。1986年大同工業大学非常勤講師、愛知女子短期大学非常勤講師。1987年豊田高専講師、名城大学非常勤講師（兼業）。
1991年文部省長期在外研究員 University of London (Queen Mary and Westfield College; Visiting Fellow) 。1992年豊田高専助教授。1993年中京大学非常勤講師（兼業）、豊田市手話奉仕員（手話通訳）。
1994年愛知教育大学英語英文学会運営委員。1996年日本手話学会理事、電子ニュースレター（会報）編集委員長。1997年愛知教育大学英語英文学会 CLARITAS（学術論文集）編集委員長。2002年7月国際ロータリー第2760地区 第15回インターアクトクラブ海外派遣団（オーストラリア）団長。
2004年豊田高専教授、全国高等専門学校英語教育学会理事。2007年ACCUユネスコ交流基金交流事業、事業名「ロボット技術・面白実験を利用した東アジア諸国との交流プログラム」豊田高専プログラム実行委員長。
2008年第4回東海地区高専留学生交流会（豊田高専主管）実行委員長。2009年国立高専機構特別教育研究経費（高専改革推進経費）ひまわりネットワークとのコラボレーションプロジェクト統括責任者・エグゼクティブプロデューサー。2010年開局20周年ひまわりサンクスフェスタ、豊田高専ブース統括責任者。
2011年FMとよた番組審議会委員、高専改革推進経費ロードマッププロジェクト『国際的に活躍する実践的な技術者への「ロードマップ」---卒業生・留学生・地域企業に学ぶ、自ら学ぶ国際性---』（主管：富山高専、連携校：豊田高専他8校）実施委員（豊田高専実行委員長）。
2013年第9回東海地区高専留学生交流会（豊田高専主管）実行委員長。2017年第11回東海北陸地区高等専門学校英語プレゼンテーションコンテスト（主管校：豊田高専）統括責任者、実行委員会実行委員（MC）。
2018年第12回全国高等専門学校英語プレゼンテーションコンテスト実行委員会実行委員（MC長）、近代英語協会編集委員会編集委員（査読委員）、京都外国語大学校友会常任幹事。
2021年京都外国語大学校友会監査役。2022年豊田高専嘱託教授、愛知学院大学非常勤講師。2024年中京大学非常勤講師。

## 出版物

### 分担執筆
- 『ことばの地平』（「古英語における接頭辞to-について」、英宝社、1995年）
- 『ウィズダム英和辞典』初版（語源担当、三省堂、2003年1月）
- 『英語の構造―その奥に潜む原理』（第9章 英語の歴史、金星堂、2006年7月、ISBN 4764709767）
- 『ウィズダム英和辞典』第2版（語源担当、三省堂、2007年1月）
- 『ウィズダム英和辞典』第3版（語源・囲み記事などを担当、三省堂、2013年1月、ISBN 4385105731）
- 『ウィズダム英和辞典』第4版（語源・語源関連、句動詞などを担当、三省堂、2019年1月、ISBN 4385105928）

### 共編著
- 『ことばのシンフォニー』 (「中英語散文における動詞と小辞の位置関係及びその結合状態－Penn-Helsinki Corpusを検索して－」、英宝社、1999年）

## 受賞
- 2009年 第6回豊田工業高等専門学校教員顕彰
- 2018年9月 平成29年度全国高等専門学校英語教育学会賞 受賞論文「句動詞指導に必要な基礎知識---句動詞（主に動詞+副詞）の起源・発達に焦点を合わせて---」
- 2019年3月 平成30年度国立高等専門学校教員顕彰分野別優秀賞受賞 顕彰題目「海外留学実績及び英語研究を通じた社会貢献」